# Vörös

A Szovjetunió zászlaja

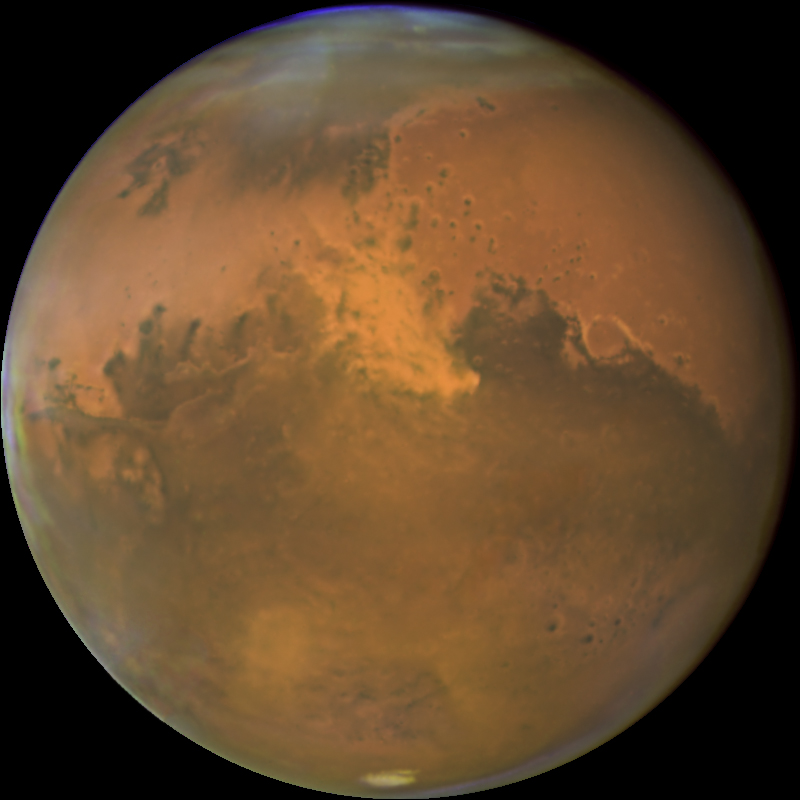
A Mars, a vörös bolygó

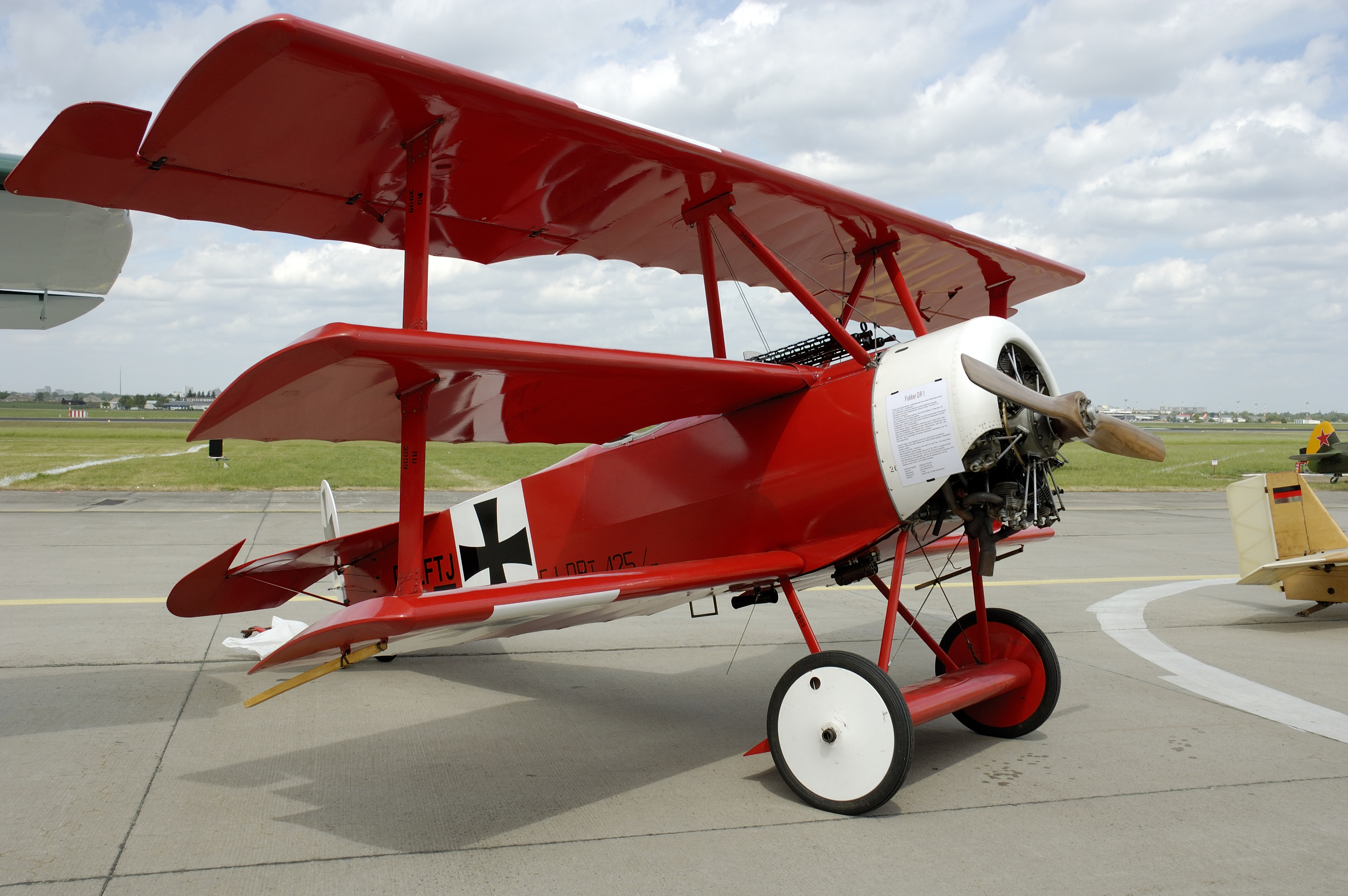
A Manfred von Richthofen, a „vörös báró” rekonstruált repülőgépe

A vörös vagy piros a szivárvány első színe, vagyis a fénytörés által legkevésbé eltérített látható fény színe. A három alapszín egyike.
A látható fény tartományán belül a vörösnek van a legnagyobb hullámhossza, 625-750 nm közötti. Fotokémiai hatása a vörös fénynek a legkisebb. Kiegészítő színe a vörös-zöld-kék színmodellben a kékeszöld vagy cián, Newton színkörében egyfajta zöld, Goethe színelméletében a kék.
A vörös, eredetileg veres szót arra használták, ami vértől volt piros, tehát véres, a veres lényegében a véres alakváltozata, attól jelentésében azonban már régen elkülönült. A piros általában élénk, telített vörös, a pirít ige, pír főnév származéka, ami eredetileg a sülés eredményeként létrejött barnásvöröses színre utalt. Míg a vörös inkább hivatalos vagy szakkifejezések része, illetve forradalmakhoz vagy a baloldali mozgalmakhoz van társítva, a piros általában szelíd és kedves összefüggésekben szerepel. A piros labda ritkán vörös, a magyar zászló mindig piros-fehér-zöld, soha nem mondaná egy magyar ember vörös-fehér-zöldnek. A piros arc és a piros alma az egészségre és jókedvre utalnak, ha viszont valaki elvörösödik, az intenzív érzelemre (pl. szégyen, düh) utal. A húsvéti tojás is piros, még ha színe mélyvörös is. 
Szintén a vér szóból származik a vörhenyős, vörhenyes; a betegségnév a színnél későbbi. A skarlát élénkvörös, lángvörös, olasz eredetű (scarlatto); a betegségnév későbbi, mint a színnév. A rőt szót főleg hajra, szőrre használják; egyébként német (osztrák-bajor) jövevényszó, a rot származéka. 
A telítetlen vörös a rózsaszín. Az enyhén kék felé hajló vörös a bíbor, a sárgával kevert a narancsvörös.

## Fizikai értelmezése
Az alapforrás, a Nemzetközi Világítástechnikai Szótár egyáltalán nem értelmezi. Egyetlen előfordulása a megfogalmazás pontosítása nélkül az alapszínek (unitray hue) egyike. Az alapszíningerek egyike, a referencia hullámhossz megjelölése nélkül.

## Árnyalatai
- Cinóberpiros
- Kárminvörös
- Burgundivörös
- Bordó
- Tűzpiros
- Bíborvörös
- Vérpiros

## Szimbolikája
- Figyelmeztetés, tilalom, például közlekedési lámpa piros színe, a labdarúgásban a piros lap
- Jelentőség, érték, például piros betűs ünnep, piros pont
- Vér, tűz, izzás, szenvedély, ezzel kapcsolatban:
  - Forradalom, például vörös zászló
  - Szeretet, szerelem, például vörös szív
  - Erotika, például a piros lámpás házak = bordélyok
  - A nemiség, a libidó színe
- Védelem, megóv a démonoktól, tűztől és egyéb veszélyektől
- Termékenység jelképe, például a húsvéti piros tojás

## Vörös dolgok
- Vörösbegy (Erithacus rubecula rubecula): rigószerű madár, begye rozsdavörös.
- Vörösfenyő (Larix decidua): lombhullató fenyőféle; kérgének belső fele vöröses.
- Vöröshagyma (Allium cepa): a liliomfélék családjába tartozó fűszer, zöldség.
- Vöröskereszt, vörös félhold: nemzetközi segélyszervezetek.
- Vörös zászló, vörös csillag: forradalmi jelképek, Vörös Csepel: munkásmozgalmi induló.
- Vörös tér: Moszkva és Oroszország leghíresebb tere.
- Vörös Hadsereg: Szovjet-Oroszország, illetve a Szovjetunió haderejének elnevezése 1918-tól 1946-ig. A magyar Tanácsköztársaság hadseregét is így nevezték. És a kínai kommunisták hadseregét is.
- Kis vörös könyv: Mao Ce-tung „bestsellere”.
- Kis vörös daloskönyv: az IWW munkásmozgalmi daloskönyve.
- Vörös lista: a veszélyeztetett állat- és növényfajoknak Természetvédelmi Világszövetség (IUCN) által összeállított listája.
- Vöröseltolódás: A tőlünk távolodó égitestek színképvonalainak elmozdulása a vörös szín felé.
- Vöröspecsenye: kettesben játszott, a reflexeket fejlesztő gyerekjáték, bőrpírt eredményez.
- Vörös posztó: a bikaviadalokon használt ingerlő eszköz, átvitt értelemben olyan dolog, esemény, amelynek látványa vak dühöt vált ki
- Vörös Őrség a Magyarországi Tanácsköztársaság alatt működő rendvédelmi szerv
- Vörös bolygó A Marsot nevezik így másképpen a bolygó felszíne miatt
- Vörös csütörtök Az MSZDP sztrájkja Budapesten az általános választójogért 1907. október 10-én
- Vörös péntek Az MSZDP sztrájkja Budapesten az általános választójogért 1905. szeptember 15-én
- Vörös bársonyszék a politikai hatalom megtestesítője Magyarországon
- Vörös szőnyeg a protokoll kiegészítő eleme a politikában és a díjátadókon, ami megtiszteltetést fejez ki annak számára, aki rajta lépked
- Vörös-tenger
- Vörös főváros Több várost (Moszkvát, Budapestet, Zsujcsint) is így neveztek, ahol erős volt a kommunista befolyás
- Vörös város Több várost is így neveztek Magyarországon, ahol erős volt a baloldali befolyás. Illetve Marrákest is így nevezik az arabok
- Vörös malom A párizsi és pesti Moulin Rouge-t így is szokták nevezni magyarul
- Vörös sapka a jakobinusok jelvénye a francia forradalomban

## „Vörös” személyek, csoportok
- Vörössipkások: az 1848–49-es forradalom és szabadságharcban a 9. honvédzászlóalj kitűnt bátorságával, legénysége vörös sapkát viselt.
- Vörösingesek: Giuseppe Garibaldi olasz szabadságharcosai
- Vörös Khmerek: az 1960–70-es évek kambodzsai diktatúráját és tömegmészárlását végző kommunista szervezet.
- Vörös Brigádok egy szélsőbaloldali terrorista csoport volt Olaszországban
- Vörös Brigád magyarországi partizáncsoport neve
- A vörös báró: Manfred von Richthofen, első világháborús vadászpilóta, „ász”, 80 légigyőzelemmel. Ezenkívül Horváth Edét, Burgert Róbertet is így nevezték a Kádár-korszakban.
- A vörös gróf: Károlyi Mihály politikus, miniszterelnök, az első magyar köztársasági elnök.
- A vörös grófnő: Károlyi Mihály politikus felesége, Andrássy Katinka ill. a róla készült film címe.
- A vörös főhercegnő: Erzsébet Mária főhercegnő, Rudolf trónörökös szociáldemokratává lett leánya.
- A vörös királyné: Wittelsbach Erzsébet belga királyné gúnyneve, a Szovjetunió iránti rokonszenve miatt.
- Vörös hercegek:
  - Vilmos Ferenc József főherceg, az ukrán függetlenségi harc hőse.
  - Ali Hasszán Szalameh, az El-Fatah biztonsági főnöke, a müncheni merénylet tervezője.
  - Giorgio Napolitano olasz elnök (il principe rosso).
- Vörös Erik (Eirikr inn Rauda, Erik Torvaldsson; 950?–1003/1004) viking hajós, Grönland felfedezője.
- Barbarossa (vagyis Rőtszakállú) Frigyes (I. Frigyes német-római császár)
- II. (Vörös) Vilmos angol király

## Szépirodalmi és zeneművek, filmek, fiktív szereplők
- Vörösingesek: A Pál utcai fiúk ellenségei Molnár Ferenc regényében
- A vörös Vaszics, Vöröskarom: Rejtő Jenő regényhősei.
- A vörös postakocsi Krúdy Gyula regénye
- A vörös malom Molnár Ferenc drámája, egyben musical Kocsák Tibor dalszövegére, Miklós Tibor zenéjére
- Vörös Szonja (Red Sonia), amerikai kalandfilm-szereplő
- Vörös Rébék: Arany János balladahőse
- A skarlát betű: Nathaniel Hawthorne regénye
- Vörös és fekete: Stendhal regénye (1830)
- Vörös és fehér: Stendhal regénye (1835)
- Vörös por 1932-ben készült, Victor Fleming rendezte film (ill. nevezték a filmet Vérvörös homoknak is
- A vörös bolygó (2000) amerikai sci-fi
- Vörös veréb Jason Matthews regénye

## Sportban
- az olimpiai zászlón a vörös karika jelképezi az amerikai kontinenst.
- az angol labdarúgó-bajnokságban ismert vörös csapat a Liverpool FC és a Manchester United FC, utóbbiak beceneve „vörös ördögök”.
- az olasz labdarúgó-bajnokságban piros-fekete (olaszul „rossonero”) az AC Milan színe.
- a magyar labdarúgó-bajnokságban piros-fehér a Debreceni VSC és a Diósgyőri VTK színe, a Budapest Honvéd FC piros-fehér-fekete (korábban Kispest néven piros-fekete, Budapest Honvéd SE néven piros-fehér volt), piros-kék a Vasas SC, a Videoton FC és a Nyíregyháza Spartacus FC.
- több csapatjátékban, például labdarúgásban a játékvezető piros lap felmutatásával jelzi a játékos kiállítását.
- az autósportban a Gordon Bennett-kupa nyomán az olasz csapatok hagyományos színe a vörös, a Scuderia Ferrari mai napig használja.
- autóversenyeken piros zászló jelzi a futam vagy edzés kényszerű félbeszakítását.
- vízilabdában a kapusok piros sapkában játszanak.
- atlétikai dobó- és ugrószámokban a versenybírók piros zászló felemelésével jelzik az érvénytelen kísérletet.
- súlyemelésben a piros lámpa meggyújtása ugyancsak azt jelzi, hogy a bíró érvénytelennek minősítette a versenyző kísérletét.
- vívásban az egyik fél érvényes találatát piros lámpa jelzi (a másikét zöld).

## Vörös festékek
- Kadmiumvörös: kadmium-szulfid és kadmium-szelenid, súlypáttal telítve, nagyon tartós, fényálló festék.
- Kármin: állati eredetű, a bíbortetűből állítják elő. Nagyon szép vörös, de nem fényálló. Ma már csak élelmiszerszínezék; egyéb alkalmazásaiban szintetikus festékekkel helyettesítik.
- Cinóber: kristályos higany-szulfid. Természetes változata a hegyi cinóber. A legélénkebb vörös, de nem túlságosan fényálló.
- Vörös okker: nagyon ősi festékanyag, tulajdonképpen vas(III)-oxid. Az ókorban sinopia néven ismerték. Sárga okker hevítésével állítható elő.
- Égetett siena (Terra di Siena): tüzes színű lazúrfesték. A természetes siena pörkölésével állítják elő.
- Mínium: egyfajta ólom(II)-oxid. Már az ókorban ismerték, a kéziratok miniatúráit készítették vele, a festék nevéből ered maga a miniatúra szó is. Mint színezék nem fényálló, a levegőn megbarnul, de felületvédelemre kiváló. Nagyon mérgező.
- Alizarin: már a rómaiak is használták. Sokáig festő buzérból, majd kőszénkátrányból állították elő. A festők krapplakk néven ismerik.